# ホントんとこ/Future
『ホントんとこ/Future』（ホントんとこ/フューチャー）は、2013年10月30日にJ Stormから発売されたTOKIOの48枚目のシングル。

## 概要
前作『手紙』から約7か月ぶりのシングルであり、『羽田空港の奇跡/KIBOU』以来1年8か月ぶりの両A面シングル。TOKIOのデビュー20年目の第1弾として発売された作品である。表題曲の1つ「ホントんとこ」は、長瀬智也が主演を務めたTBS系金曜ドラマ『クロコーチ』主題歌。もう1つの表題曲である「Future」は、「ヤマト運輸」TVCMソングとなっており、ダブルタイアップとなっている。
『リリック』の制作をきっかけに、全収録曲をメンバーのみで製作する方向性になったことを『月刊ソングス』2014年8月号で表明したため、今作からカップリング曲を含む全収録曲がメンバーによる作詞曲のみで構成されるようになった。
初回限定盤1、初回限定盤2、通常盤の3形態で発売されており、初回限定盤1と初回限定盤2にはDVDが付属している。初回限定盤1のDVDには「ホントんとこ」のビデオクリップが、初回限定盤2のDVDには「Future」のビデオクリップがそれぞれ収録されている。また、初回限定盤1と初回限定盤2ではCDの表題曲の収録順に違いがあり、通常盤のみカップリング曲とBacking Trackが収録されている。
CD発売に先駆けて、dwango.jpで「ホントんとこ」と「Future」の着うた、メロディーコール、待ちうたが10月16日 - 10月29日の期間限定で独占配信された。

## 収録曲

### CD

#### 通常盤
1. ホントんとこ
作詞・作曲・編曲：長瀬智也
TBS系金曜ドラマ『クロコーチ』主題歌
2. Future
作詞・作曲・編曲：長瀬智也
「ヤマト運輸」TVCMソング
3. switch
作詞・作曲：山口達也、編曲：長瀬智也・KAM
4. home 〜この場所〜
作詞・作曲：国分太一、編曲：KAM、Strings Arrangement：沢田完
5. ホントんとこ（Backing Track）
6. Future（Backing Track）
7. switch（Backing Track）
8. home 〜この場所〜 （Backing Track）

#### 初回限定盤1
1. ホントんとこ
2. Future

#### 初回限定盤2
1. Future
2. ホントんとこ

### DVD

#### 初回限定盤1
1. ホントんとこ（Video Clip）

#### 初回限定盤2
1. Future（Video Clip）